# Salif Keita (labdarúgó, 1946)
Salif Keita vagy Salif Keita Traoré (Bamako, 1946. december 12. – 2023. szeptember 2.) válogatott mali labdarúgó.

## Karrier
Keitát 1963-ban, 16 évesen meghívták a Mali labdarúgó-válogatottba, hogy játsszon az Afrikai Nemzetek Kupáján. Miután a Real Bamakóval háromszor bajnok lett Maliban, 1967-ben Franciaországba igazolt az AS Saint-Étienne csapatához, s itt szintén három bajnoki címet szerzett. Minden unszolás ellenére sem vette fel a francia állampolgárságot, s a Mali labdarúgó-válogatott tagjaként szerepelt. 1970-ben első alkalommal nyerte el az Afrikai Aranylabdát. Játszott egy szezont az Olympique de Marseille-ben, hármat a Valenciában, hármat a Sportingban, majd az Amerikai Egyesült Államokban fejezte be a pályafutását 1980-ban.

## Érdekességek
- Három mali válogatott futballistához is rokoni szálak fűzik: Seydou Keita és Mohamed Sissoko az unokaöccsei, Sidi Yaya Keita pedig az unokatestvére. Mindhárman védekező középpályások.[12]
- 1994-ben ő hozta létre az első labdarúgó-akadémiát Maliban. Ez azóta is az ő nevét viseli (Centre Salif Keita).
- A guineai filmrendező, Cheik Doukouré Keita élete alapján készített egy filmet 1998-ban.
- 2005 júniusa óta ő a Mali labdarúgó-szövetség elnöke, miután négy évre megválasztották.